# فوتو ديستريكت نيوز
فوتو ديستريكت نيوز (بالإنجليزية: Photo District News)‏ كانت مجلة تجارية أمريكية شهرية للمصورين المحترفين. تم نشر المجلة لأول مرة في عام 1980. أخذت المجلة اسمها من منطقة الصور في مدينة نيويورك، وهي منطقة للأعمال التجارية التي كانت تقع في السابق في منطقة فلاتيرون. تم الإعلان عن إغلاقها في 28 يناير 2020.

## التاريخ
أسسها كارل س. بوغ، الذي كان يعمل مساعدًا لمصور فوتوغرافيًا وسعى إلى المزيد من العمل المستقل. استفسر عن أفضل طريقة للإعلان عن خدماته وقيل له أن ينشر ملاحظة على لوحات الإعلانات المجتمعية الموجودة في الشركات المحلية التي يرتادها المصورون المحترفون. أثار هذا فكرة إنشاء مجلة إخبارية للمجتمع غير المترابط من المصورين المحترفين الذين سكنوا المساحات العلوية الرخيصة على طول الجادة الخامسة السفلى. كانت المجلة مملوكة لشركة معارض الزمرد ومقرها في نيويورك.
تم الإعلان في 28 يناير 2020 عن توقف إصدار المجلة وعدم يتم تحديث الموقع. لم يتم تحديد مستقبل النسخة السنوية بعد.